# Отрада (Окуловский район)
Отрада — деревня без постоянного населения в Окуловском муниципальном районе Новгородской области, относится к Боровёнковскому сельскому поселению.
Деревня расположена с западной части главного хода Октябрьской железной дороги, на правом берегу реки Торбытна, на Валдайской возвышенности, в 25 км к северо-западу от Окуловки (69 км по автомобильной дороге), до административного центра сельского поселения — посёлка Боровёнка 10 км на юго-восток (17 км по автодорогам).

## История
После Великой Октябрьской революции в Отраде был создан детский дом, просуществовавший до 1950-х годов, как детский дом «Отрада». Грунтовая дорога к детдому проходит в 0,5 км от усадьбы. Сохранился господский дом, украшенный резными полотенцами. Здесь был санаторий, детский дом больных и умственно отсталых детей. После 1972 года дом передали совхозу. Официально закрыта спецшкола «Отрада» в 1973 году. Зимой 1978—1979 гг на дрова разобрали перекрытия в каменном доме, построенном в 1950-е годы, а деревянный дом сгорел в 1 января 1986 года (архитектор Мельцер, Роберт-Фридрих).
До 2005 года деревня относилась к Торбинскому сельсовету.

## Население
| 2010 |
| ---- |
| 0    |

## Транспорт
Ближайшая железнодорожная станция расположена на главном ходу Октябрьской железной дороги — в посёлке Торбино, в 3 км от деревни, а ближайшие остановочные пункты электропоездов: «платформа 204 км», расположенная в 4 км к северо-западу от деревни и «платформа 213 км», расположенная в 1 км к востоку от деревни. Останавливаются «по требованию» электропоезда сообщения Окуловка — Малая Вишера и Бологое-Московское — Малая Вишера.